# 哈瑟爾巴赫河 (洛爾澤河支流)
47°14′00″N 8°25′01″E / 47.2332864°N 8.4170486°E

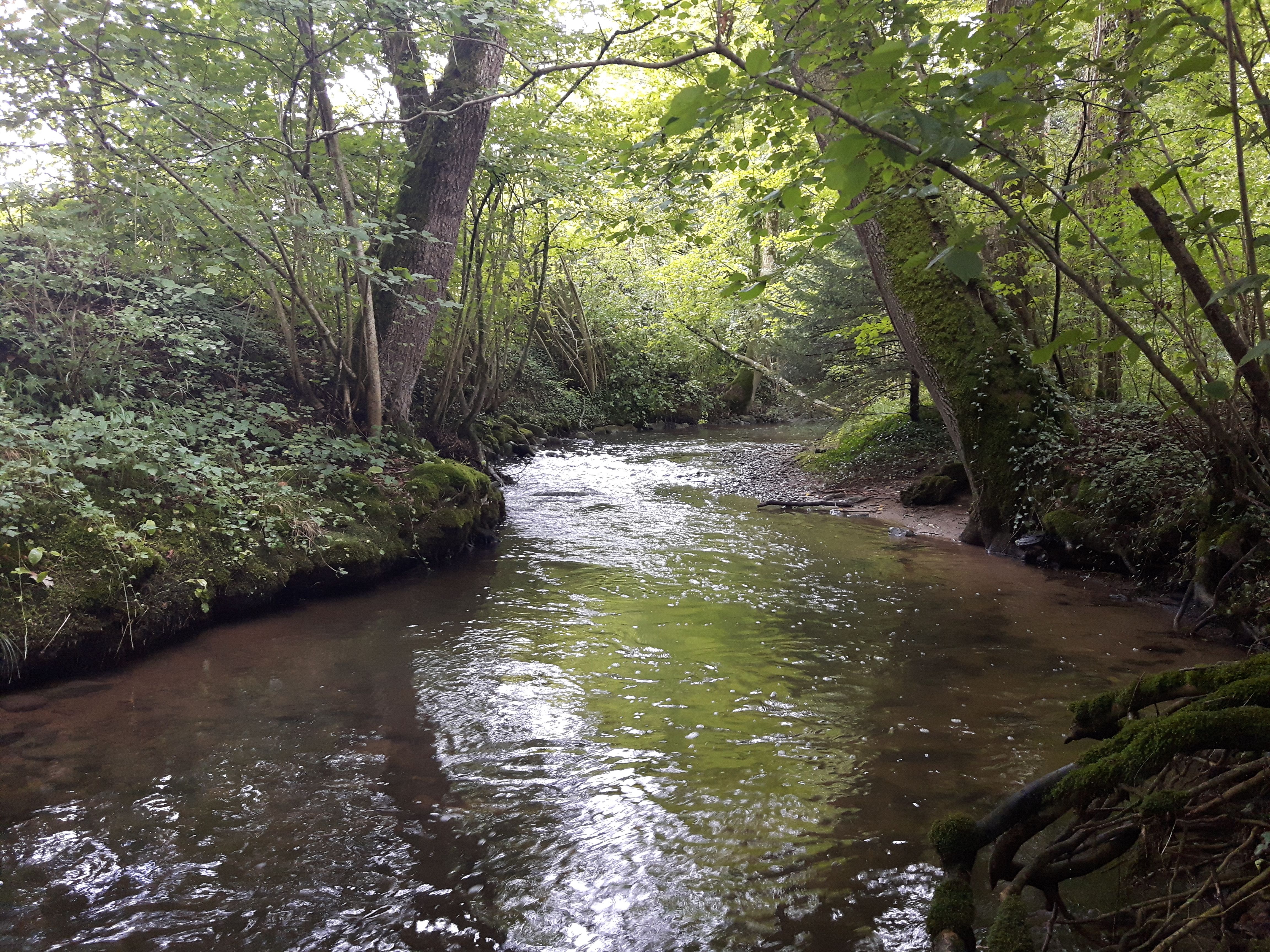

哈瑟爾巴赫河是瑞士的河流，位於該國北部，流經蘇黎世州，屬於洛爾澤河的右支流，河道全長12.2公里，流域面積19.4平方公里，河口處在馬施萬登。